# Bon Bon Chocolat
«Bon Bon Chocolat» es un sencillo interpetado por el grupo femenino surcoreano Everglow, de su primer álbum sencillo, Arrival of Everglow. La canción fue lanzada el 18 de marzo de 2019 por la compañía discográfica Yuehua Entertainment como el primer sencillo del álbum sencillo.
La canción alcanzó el quinto lugar en World Digital Song Sales.

## Antecedentes
El 6 de marzo de 2019, la compañía discográfica Yuehua Entertainment anunció a través de SNS que Everglow lanzaría su primer álbum sencillo, Arrival of Everglow. Las imágenes conceptuales con cada miembro de la banda se publicaron el 8 de marzo de 2019. Esta canción fue el sencillo principal del álbum sencillo y estuvo acompañada de un video musical diseñado para promocionarlo.
Poco después de su lanzamiento, la canción fue subida a Spotify, logrando acumular allí más de 65 millones de reproducciones.

## Videoclip
El videoclip oficial de la canción se publicó el 18 de marzo de 2019, día en que se lanzó la canción como sencillo. Al comienzo del clip, se puede ver a las miembros del grupo dentro de una habitación iluminada por luces de colores. Posteriormente, se puede ver a una de las miembros en una motocicleta y luego comienza el clip, donde se las puede ver a todas cantando la canción.
A agosto de 2023, el videoclip tiene más de 122 millones de visitas.